# Shenay Perry
Pour les articles homonymes, voir Perry.
Shenay Perry (née le 6 juillet 1984 à Washington DC) est une joueuse de tennis américaine, professionnelle depuis janvier 2000.
Son père, qui était pompier quand elle était petite, enseigne maintenant le tennis à plein temps. Il a été son premier entraîneur. Quand Shenay avait 11 ans, sa famille s'est installée en Floride pour qu'elle put s'entraîner dans les académies de tennis réputées qui s'y trouvent.
Elle a commencé sa carrière professionnelle en 2000 à Auckland, atteignant les quarts de finale avec une victoire sur Virginia Ruano Pascual. À Roland Garros 2006, elle a atteint le troisième tour.
En 2006, Perry a été la seule Américaine à disputer le 4e tour à Wimbledon, étant la dernière Américaine à être éliminée.
Elle n'a remporté aucun titre sur le circuit WTA.

## Palmarès

### Titre en simple dames
Aucun

### Finale en simple dames
Aucune

### Titre en double dames
Aucun

### Finale en double dames
Aucune

## Parcours en Grand Chelem

### En simple dames
| Année | Open d'Australie | Open d'Australie | Internationaux de France | Internationaux de France | Wimbledon       | Wimbledon        | US Open         | US Open          |
| ----- | ---------------- | ---------------- | ------------------------ | ------------------------ | --------------- | ---------------- | --------------- | ---------------- |
| 2003  | -                | -                | -                        | -                        | -               | -                | 1er tour (1/64) | Amy Frazier      |
| 2004  | 1er tour (1/64)  | S. Kuznetsova    | 2e tour (1/32)           | K. Srebotnik             | 1er tour (1/64) | Paola Suárez     | 1er tour (1/64) | Stéphanie Foretz |
| 2005  | -                | -                | 1er tour (1/64)          | Arantxa Parra            | 3e tour (1/16)  | Amélie Mauresmo  | 2e tour (1/32)  | Marion Bartoli   |
| 2006  | 1er tour (1/64)  | Ana Ivanović     | 3e tour (1/16)           | Gisela Dulko             | 4e tour (1/8)   | Elena Dementieva | 1er tour (1/64) | Eléni Daniilídou |
| 2007  | 1er tour (1/64)  | Amélie Mauresmo  | 2e tour (1/32)           | M. Krajicek              | 1er tour (1/64) | Aravane Rezaï    | -               | -                |
| 2008  | -                | -                | -                        | -                        | -               | -                | 1er tour (1/64) | Zheng Jie        |
| 2009  | -                | -                | -                        | -                        | -               | -                | 2e tour (1/32)  | K. Bondarenko    |
| 2010  | 1er tour (1/64)  | Ana Ivanović     | 1er tour (1/64)          | Olivia Sanchez           | 2e tour (1/32)  | Maria Kirilenko  | -               | -                |

À droite du résultat, l’ultime adversaire.

### En double dames
| Année | Open d'Australie            | Open d'Australie        | Internationaux de France     | Internationaux de France     | Wimbledon                    | Wimbledon                  | US Open                      | US Open                    |
| ----- | --------------------------- | ----------------------- | ---------------------------- | ---------------------------- | ---------------------------- | -------------------------- | ---------------------------- | -------------------------- |
| 2003  | -                           | -                       | -                            | -                            | -                            | -                          | 2e tour (1/16) B. Mattek     | D. Hantuchová Chanda Rubin |
| 2004  | 1er tour (1/32) Nana Miyagi | V. Ruano Paola Suárez   | 1er tour (1/32) Teryn Ashley | Silvia Farina F. Schiavone   | 1er tour (1/32) Teryn Ashley | Els Callens Petra Mandula  | 1er tour (1/32) L. Osterloh  | Cara Black Rennae Stubbs   |
| 2006  | -                           | -                       | 1er tour (1/32) L. Granville | Emma Laine V. Uhlířová       | 1er tour (1/32) L. Granville | L. Domínguez M. A. Sánchez | -                            | -                          |
| 2007  | 2e tour (1/16) B. Mattek    | Cara Black Liezel Huber | 2e tour (1/16) Hsieh Su-Wei  | N. Llagostera M. J. Martínez | -                            | -                          | -                            | -                          |
| 2008  | -                           | -                       | -                            | -                            | -                            | -                          | 1er tour (1/32) C. Fusano    | L. Hradecká R. Voráčová    |
| 2009  | -                           | -                       | -                            | -                            | -                            | -                          | 1er tour (1/32) Lisa Raymond | V. Razzano Ágnes Szávay    |
| 2010  | 2e tour (1/16) J. Janković  | B. Mattek Yan Zi        | -                            | -                            | -                            | -                          | -                            | -                          |

Sous le résultat, la partenaire ; à droite, l’ultime équipe adverse.

### En double mixte
| Année | Open d'Australie | Open d'Australie | Internationaux de France | Internationaux de France | Wimbledon | Wimbledon | US Open                    | US Open                  |
| ----- | ---------------- | ---------------- | ------------------------ | ------------------------ | --------- | --------- | -------------------------- | ------------------------ |
| 2005  | -                | -                | -                        | -                        | -         | -         | 1er tour (1/16) Amer Delić | Lisa Raymond J. Björkman |
| 2006  | -                | -                | -                        | -                        | -         | -         | 1er tour (1/16) Amer Delić | Nicole Pratt Paul Hanley |
| 2009  | -                | -                | -                        | -                        | -         | -         | 1er tour (1/16) S. Jenkins | B. Mattek N. Zimonjić    |

Sous le résultat, le partenaire ; à droite, l’ultime équipe adverse.

## Parcours en «Premier Mandatory» et «Premier 5»
Découlant d'une réforme du circuit WTA inaugurée en 2009, les tournois WTA « Premier Mandatory » et « Premier 5 » constituent les catégories d'épreuves les plus prestigieuses, après les quatre levées du Grand Chelem.

### En simple dames
| Année |              | Premier Mandatory        | Premier Mandatory | Premier Mandatory | Premier Mandatory |       | Premier 5 | Premier 5 | Premier 5  | Premier 5 | Premier 5 | Premier 5 | Premier 5 |
| Année | Indian Wells | Miami                    | Madrid            | Pékin             |                   | Dubaï | Rome      | Canada    | Cincinnati |           | Tokyo     |           |           |
| Année | Indian Wells | Miami                    | Madrid            | Pékin             |                   | Doha  | Rome      | Canada    | Cincinnati |           | Wuhan     |           |           |
| Année | Indian Wells | Miami                    | Madrid            | Pékin             |                   |       | Rome      | Canada    | Cincinnati |           |           |           |           |
| 2010  |              | 1er tour (1/64) K. Šprem |                   |                   |                   |       |           |           |            |           |           |           |           |

Sous le résultat, l’ultime adversaire.

## Parcours en Fed Cup
| #                                                                      | Date       | Lieu      | Surface      | Gagnante(s)                     | Perdante(s)             | Score         |          |
|                                                                        |            |           |              |                                 |                         |               |          |
| 2006 - 1/4 de finale (groupe mondial) - Allemagne - États-Unis - 2 : 3 |            |           |              |                                 |                         |               |          |
| 1                                                                      | 22/04/2006 | Ettenheim | Terre (ext.) | Anna-Lena Grönefeld Jasmin Wöhr | Vania King Shenay Perry | 2-6, 6-4, 6-2 | Parcours |

## Classements WTA

### Classements en simple en fin de saison
| Année | 2000 | 2001 | 2002 | 2003 | 2004 | 2005 | 2006 | 2007 | 2008 | 2009 | 2010 |
| Rang  | 813  | 610  | 268  | 143  | 69   | 112  | 43   | 216  | 238  | 115  | 190  |

Source : (en) « Classements de Shenay Perry », sur le site officiel du WTA Tour

### Classements en double en fin de saison
| Année | 2000 | 2001 | 2002 | 2003 | 2004 | 2005 | 2006 | 2007 | 2008 | 2009 | 2010 |
| Rang  | 740  | 387  | 279  | 105  | 212  | -    | 326  | -    | 186  | 219  | 203  |

Source : (en) « Classements de Shenay Perry », sur le site officiel du WTA Tour